# Jan Kuchta
Jan Kuchta, né le 8 janvier 1997 à Liberec en Tchéquie, est un footballeur international tchèque qui évolue au poste d'avant-centre au Sparta Prague.

## Biographie

### En club
Né à Liberec en Tchéquie, Jan Kuchta est notamment formé par le Sparta Prague avant de poursuivre sa formation dans l'autre club de la capitale tchèque, le SK Slavia Prague. Il joue son premier match en professionnel le 8 novembre 2015, lors d'une rencontre de championnat face au Bohemians 1905. Il entre en jeu en cours de partie lors de cette rencontre qui se solde par un match nul (2-2).
Il enchaîne ensuite les prêts, tout d'abord au Bohemians 1905, puis au Viktoria Žižkov, au FC Slovácko et au FK Teplice.
En juillet 2019, Jan Kuchta est prêté au Slovan Liberec. Le joueur y est définitivement transféré en février 2020. Le Slavia Prague rachète toutefois le joueur le 22 juillet 2020.
Le 5 novembre 2020, il se fait remarquer lors d'un match de Ligue Europa face à l'OGC Nice en réalisant un doublé, permettant à son équipe de s'imposer par trois buts à deux. Le 27 janvier 2021, Jan Kuchta réalise le premier triplé de sa carrière, lors de la large victoire du Slavia en championnat face au FC Fastav Zlín (2-6 score final).
Le 12 janvier 2022, Kuchta rejoint le club russe du Lokomotiv Moscou dans le cadre d'un contrat de quatre ans et demi.
Le 25 juin 2022, Jan Kuchta rejoint le Sparta Prague sous la forme d'un prêt payant d'une saison avec option d'achat,.
Le 31 août 2024, Jan Kuchta prend la direction du Danemark en signant en faveur du FC Midtjylland. Il signe un contrat de quatre ans, soit jusqu'en juin 2028.

### En sélection
Avec les moins de 19 ans, il inscrit un total de six buts. Il marque notamment trois buts lors des éliminatoires du championnat d'Europe des moins de 19 ans 2016.
Jan Kuchta joue son premier match avec l'équipe de Tchéquie espoirs le 31 mai 2018, face à l'Autriche. Il entre en jeu à la place de Matěj Pulkrab, puis participe à la victoire des siens en inscrivant son premier but (0-3 pour les Tchèques score final). Lors de sa deuxième sélection, le 3 juin suivant face à l'Autriche espoirs une nouvelle fois, Kuchta marque à nouveau et son équipe s'impose par trois buts à deux.
Il est retenu dans la liste des 26 joueurs tchèques du sélectionneur Ivan Hašek pour participer à l'Euro 2024. Titulaire lors du premier match face au Portugal, il ne jouera pas le deuxième match face à la Géorgie et sera remplaçant lors du dernier match de poules face à la Turquie mais sera éliminé avec son équipe dès le premier tour.

## Palmarès
- Champion de Tchéquie en 2020 et 2021 avec le Slavia Prague